# Lilium brevistylum
Lilium brevistylum är en liljeväxtart som först beskrevs av S.Yun Liang, och fick sitt nu gällande namn av S.Yun Liang. Lilium brevistylum ingår i släktet liljor, och familjen liljeväxter. Inga underarter finns listade.